# Village breton sous la neige
Village breton sous la neige est un tableau réalisé par le peintre français Paul Gauguin vers 1894 à Pont-Aven, ou peut-être vers 1898-1899 en Polynésie française. De format horizontal, cette huile sur toile est un paysage urbain qui représente des bâtiments sous la neige en Bretagne, avec au centre la flèche d'une église. Après la mort de l'artiste aux îles Marquises, l'œuvre est mise en vente à l'envers par un commissaire-priseur de Papeete qui la prend pour une vue des chutes du Niagara. Acquise par Victor Segalen à cette occasion, elle entre dans les collections publiques en 1952. Affectée au musée d'Orsay à compter de 1986, elle se trouve depuis 2016 en dépôt au musée de Pont-Aven.

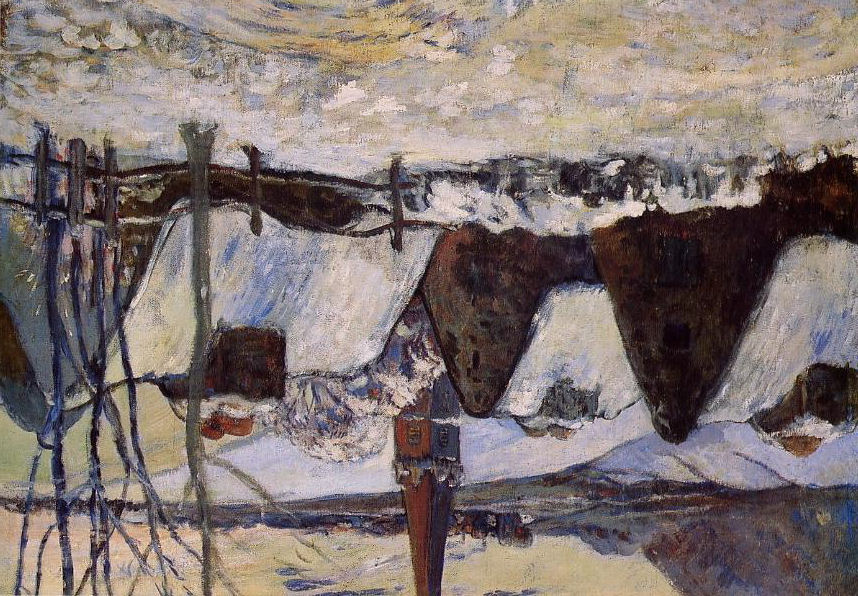
Village breton sous la neige à l'envers.